# Hotel Transylvania
Hotel Transylvania é um filme de animação 3D norte-americano de 2012 produzido pela Sony Pictures Animation e distribuído pela Columbia Pictures. O filme é dirigido por Genndy Tartakovsky, mais conhecido pelo seu trabalho nos desenhos Samurai Jack e O Laboratório de Dexter, e produzido por Michelle Murdocca. As vozes originais dos personagens são de Adam Sandler, Andy Samberg, Selena Gomez, Kevin James, Fran Drescher, Steve Buscemi, Molly Shannon, David Spade e Cee Lo Green. É o primeiro filme da franquia Hotel Transylvania.
O filme estreou em 28 de setembro nos Estados Unidos e no Brasil em 5 de outubro.

## Enredo
Conde Drácula (Adam Sandler) é o proprietário e o criador do Hotel Transilvânia, um hotel cinco estrelas onde os monstros ao redor do mundo se refugiam para se esconderem dos seres humanos. Ele convida alguns dos mais famosos monstros, como Frankenstein (Kevin James) e a sua mulher Eunice (Fran Drescher), Murray, a múmia (Cee Lo Green), Wayne e Wanda Lobisomem (Steve Buscemi e Molly Shannon), Griffin, o Homem Invisível (David Spade), Pé-grande e a Bolha para comemorar o aniversário de 118 anos da sua filha Mavis (Selena Gomez). No entanto, ela prefere explorar o mundo com a permissão do seu pai, porém a aldeia para qual ela se dirige é na verdade uma farsa elaborada por ele para assustá-la e convencê-la de que os humanos são perigosos.
Contudo, isso acidentalmente atrai um jovem viajante chamado Jonathan (Andy Samberg), enquanto explorava a floresta e segue os empregados do hotel. Quando ele entra no seu estabelecimento, Drácula desesperadamente tenta escondê-lo e disfarça-o dizendo que ele se chama Johhnystein e que é parente da mão de Frankenstein. Eventualmente, alguns dos monstros notam Jonathan, forçando Drácula a dizer que ele estava lá para ajudar a organizar a festa de Mavis a partir de uma perspectiva de alguém jovem. Ao fazê-lo, ele consegue animar as atividades no hotel, encantando todos, especialmente Mavis. Até mesmo Drácula passa a gostar do ser humano, contando-lhe o passado traumático de família após o vampiro perceber que o jovem sabe algo sobre eles de uma forma respeitosa.
O chefe Quasimodo Wilson (Jon Lovitz), porém, percebe que Jonathan é um humano e captura-o para cozinhá-lo, o que leva Drácula a interferir e paralisá-lo com mágica. Eventualmente, a festa de aniversário acontece e é um grande sucesso, até Drácula se irritar com o beijo entre Mavis e Jonathan, motivado por Mavis. Nisso, ele acaba por deixar escapar que enganou Mavis com a falsa vila e ela fica indignada por ter sido manipulada por seu pai. Após isso, Quasimodo interrompe a festa e revela a verdadeira identidade do rapaz. Mesmo com os clientes revoltados, Mavis ainda aceita e expressa o seu desejo de estar com Jonathan mesmo sendo um humano. Ele, por sua vez, sente-se obrigado a rejeitá-la por causa do seu pai e abandona o hotel. Mais tarde, Drácula compreende que, nos seus esforços para proteger Mavis, ele partiu o  seu coração e fez com que ela quisesse permanecer no hotel a chorar para sempre.
Desejando desfazer o seu erro, Drácula convence os seus amigos a ajudá-lo a encontrar Jonathan e até arrisca ser destruído ao aventurar-se na luz do dia para fazer isso. Ao saber que ele embarcou num voo para deixar Transilvânia, eles correm atrás dele por uma rua onde está a decorrer um festival. Drácula e os seus amigos ficam chocados ao ver os humanos a festejarem os monstros e fantasiarem-se como eles. Para abrir um caminho, Frankenstein tenta assustá-los, mas os humanos ficam felizes e ao invés disso providenciam um caminho com sombra para o Drácula passar.
No entanto, Drácula descobre que é tarde demais ao ver o avião de Jonathan a descolar. Sem alternativa, ele desesperadamente voa em plena luz do dia, mesmo sendo ferido pelo sol. Com muito esforço, ele alcança o avião e controla a mente de um dos pilotos (Brian Stack) para pedir desculpas e dizer a Jonathan que ele quer que ele retorne e fique com a sua filha. Jonathan aceita o pedido de desculpas e Drácula conduz o avião de volta para o aeroporto.
Mais tarde, Drácula reúne Mavis e Jonathan, que diz que ele é o "tchan" dela e conta o motivo pelo qual teve que rejeitá-la antes. Drácula aceita o relacionamento entre eles, e o hotel tem uma outra festa para comemorar a liberdade de sua filha antes dos dois partirem numa viagem.[carece de fontes?]

## Personagens
- Adam Sandler - Conde Drácula, o dono e gerente do Hotel Transilvânia, e pai superprotetor de Mavis.
- Andy Samberg - Jonathan Loughran, um humano de 21 anos que se depara com o Hotel Transilvânia em suas viagens.
- Selena Gomez - Mavis, a filha de 118 anos do Drácula que está interessada em conhecer o mundo e se apaixona por Johnny.
- Sadie Sandler - Mavis Mais Jovem/Winnie, a filha de Wayne e Wanda.
- Steve Buscemi - Wayne, o lobisomem que também é um dos melhores amigos de Drácula e marido de Wanda.
- Molly Shannon - Wanda, a mulher lobisomem de Wayne e melhor amiga de Eunice.
- Kevin James - Frank, o Frankenstein, marido de Eunicee um dos melhores amigos de Drácula, que atua como tio de Mavis e na maioria das vezes sai com Murray.
- Fran Drescher - Eunice, esposa de Frank e melhor amiga de Wanda.
- Jon Lovitz - Quasímodo, um chefe de cozinha corcunda e ex-tocador do Sino de Notre Dame que deseja fazer um prato tendo humanos como ingrediente principal.
- Cee Lo Green - Murray, a múmia, uma múmia gorda e baixa que é um dos melhores amigos de Drácula e na maioria das vezes sai com Frank.
- David Spade - Griffin, o Homem Invisível, um dos melhores amigos de Drácula.
- Luenell - A Cabeça Pendurada na Porta que serve como um sinal de "não perturbe" na porta do quarto de Mavis.
- Chris Parnell - Sr. Fly, o coordenador de fitness do Hotel Transilvânia, que também pode traduzir qualquer discurso.
- Brian George - Armadura falante, o chefe dos guardas de segurança do Hotel Transilvânia.
- Brian Stack - O piloto de avião de Jonny de volta a América.
- Jackie Sandler - Martha, a esposa de Drácula e mãe de Mavis que foi morta por uma multidão enfurecida quando Mavis era jovem.
- Rob Riggle - Marido esqueleto.
- Paul Brittain - encanador zumbi, bem como uma das cabeças da Hidra.
- Robert Smigel - Drácula falso, um participante de um feltival da Transilvânia. Também fez a voz de Marty, o homem-gill do Hotel Transilvânia.
- Jonny Solomon - Gremlin, também faz uma das cabeças da Hydra.
- Jim Wise - Cabeça pendurada que serve como um sinal de 'não perturbe". Também fez uma das cabeças da Hydra.
- Craing Kellman - Um homem que grita no meio da multidão no festival. Também fez uma das cabeças da Hydra.
- Brian McCann - Monstro peludo que quase se assemelha a um Yeti. Também fez uma das cabeças da Hydra.
- Tom Kenny - Um dos chefes da Hydra.
- James CJ Williams - Igor, um capataz de construção humanoide deformado que ajudou a construir o Hotel Transilvânia.

## Elenco
- Estúdio de Dublagem: Gramophone
- Direção de Dublagem: Marlene Costa

| Personagem           | Original       | Portugal       | Brasil            |
| -------------------- | -------------- | -------------- | ----------------- |
| Drácula              | Adam Sandler   | Fernando Luís  | Alexandre Moreno  |
| Mavis                | Selena Gomez   | Joana Solnado  | Fernanda Baronne  |
| Jonathan             | Andy Samberg   | Tiago Retrê    | Mckeidy Lisita    |
| Frankenstein "Frank" | Kevin James    | Pedro Giestas  | Mauro Ramos       |
| Eunice               | Fran Drescher  | Júlia Pinheiro | Mônica Rossi      |
| Wayne                | Steve Buscemi  | Manuel Marques | Jorge Lucas       |
| Wanda                | Molly Shannon  | Cláudia Cadima | Miriam Ficher     |
| Griffin              | David Spade    | Rui Unas       | Marcelo Garcia    |
| Murray               | Cee-Lo Green   | Paulo Futre    | Reginaldo Primo   |
| Quasimodo            | Jon Lovitz     | Bruno Ferreira | Márcio Simões     |
| Winnie               | Sadie Sandler  |                | Pamella Rodrigues |
| Martha               | Jackie Sandler |                | Flávia Saddy      |
| Cabeça encolhida     | Luenell        | Celina Pereira | Carmen Sheila     |

 Versão portuguesa
- Direção de dobragem: Cláudia Cadima[6]

## Desenvolvimento
Hotel Transylvânia esteve em desenvolvimento desde 2006, quando Anthony Stacchi e David Feiss foram escolhidos para dirigir o filme. Em 2008, Jill Culton assumiu a direção  e, no meio de 2010, Chris Jenkins. O último a assumir e realizar o filme foi Genndy Tartakovsky. Em Novembro de 2011, Miley Cyrus foi anunciada como a voz de Mavis, a filha adolescente do Drácula, mas em Fevereiro de 2012, Cyrus deixou o filme para focar em outros projetos. Para substituí-la, Selena Gomez foi chamada.

## Recepção
Hotel Transylvania recebeu críticas mistas dos críticos, elogiando a direção e animação, mas criticando o seu roteiro. No Rotten Tomatoes possui uma classificação de 44%, com o consenso crítico do site que diz: "tom flutuante, o vertiginoso Hotel Transylvania's pode agradar as crianças, mas pode ser um pouco demasiado alto e fino roteiro para o público mais velho." O Metacritic, calcula uma pontuação média de 47 pontos em 100, baseado em 32 avaliações.

## Sequência
Desde outubro de 2012, sites sobre cinemas comentam a possibilidade da continuação do filme. Sobre a sequência o diretor Genndy Tartakovsky comentou: "Todo mundo está falando sobre isso, mas ainda não começamos a escrever". Em 9 de novembro de 2012, foi confirmado que haveria uma nova sequência. Foi lançada em 25 de setembro de 2015 nos Estados Unidos.